# Paullinia vespertilio
Paullinia vespertilio är en kinesträdsväxtart som beskrevs av Olof Swartz. Paullinia vespertilio ingår i släktet Paullinia och familjen kinesträdsväxter. Inga underarter finns listade i Catalogue of Life.